# Neptis anteaceris
Neptis anteaceris är en fjärilsart som beskrevs av Ruggero Verity 1950. Neptis anteaceris ingår i släktet Neptis och familjen praktfjärilar. Inga underarter finns listade i Catalogue of Life.